# Jakob Fuglsang
Jakob Diemer Fuglsang (Ginevra, 22 marzo 1985) è un ex ciclista su strada ed ex mountain biker danese. 
Professionista dal 2006, ha caratteristiche di passista-scalatore, nell'arco della sua carriera ciclistica, si è dimostrato competitivo, nelle corse a tappe e nelle corse di un giorno. Ha vinto il Giro del Delfinato nel 2017 e nel 2019, il Giro di Lombardia 2020 e la Liegi-Bastogne-Liegi 2019, mentre nel 2016 ha conquistato la medaglia d'argento in linea ai Giochi olimpici di Rio de Janeiro.

## Carriera

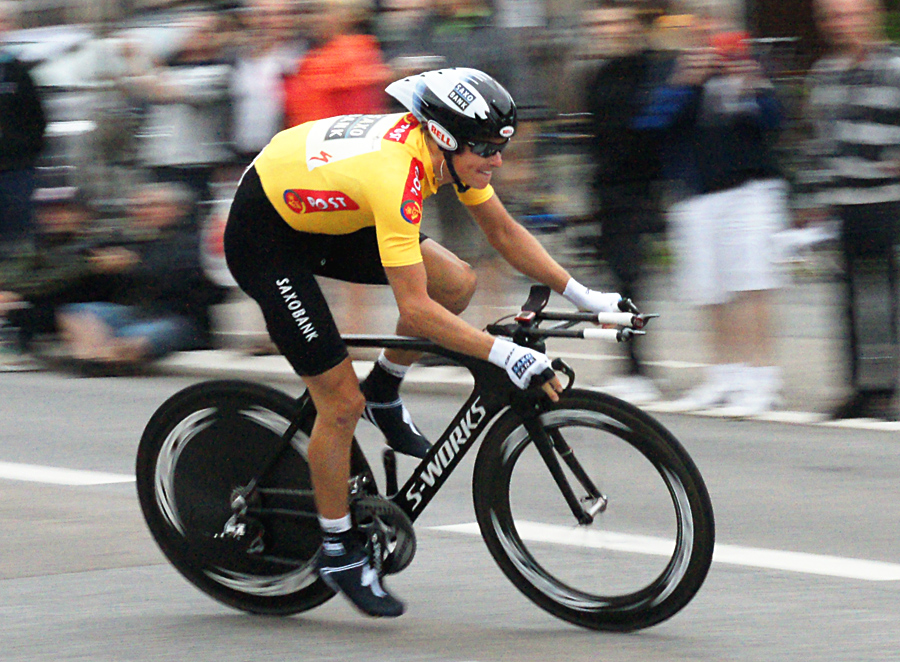
Jakob Fuglsang in azione durante una prova a cronometro al Giro di Danimarca 2009.

Nato in Svizzera da genitori danesi, debutta tra i professionisti nel 2006 con la squadra danese Designa Køkken, alternando presenze in competizioni su strada ad altre in mountain bike. Dopo essere divenuto, nel 2007, campione del mondo Under-23 del cross country, nel 2008 gareggia in MTB tra gli Elite, piazzandosi però solo ventesimo ai campionati del mondo di cross country e venticinquesimo nella medesima specialità ai Giochi olimpici di Pechino. Nello stesso anno inizia ad ottenere i primi successi anche su strada: raggiunge infatti il podio in alcune prove francesi – nella Trois Jours de Vaucluse, nel Ronde de l'Oise e nella Parigi-Troyes – e, dopo essere stato messo sotto contratto come stagista dal Team CSC-Saxo Bank, conquista la vittoria finale al Giro di Danimarca.
Nel 2009, lasciata la mountain bike, corre la sua prima stagione su strada in una grande squadra, il Team Saxo Bank (già CSC): ottiene ottimi risultati, come il sesto posto finale nella Volta a Catalunya in maggio, un altro sesto posto nel Giro del Delfinato e la vittoria finale al Giro di Slovenia in giugno; infine ad agosto bissa il successo dell'anno precedente al Giro di Danimarca. Alla fine della stagione viene eletto miglior ciclista danese dell'anno. Nel 2010 conferma i progressi conquistando il gradino più basso del podio al Tour de Suisse, alle spalle di campioni affermati come Fränk Schleck e Lance Armstrong. Dopo essersi laureato campione nazionale a cronometro e aver vinto il Giro di Danimarca per la terza volta consecutiva, in ottobre riesce trovare piazzamenti di rilievo al Mémorial Frank Vandenbroucke, al Gran Premio Bruno Beghelli e nel Circuit Franco-Belge; chiude la propria stagione con il quarto posto al Giro di Lombardia.
Per l'annata 2011 si trasferisce al Team Leopard-Trek, nuova formazione lussemburghese capitanata dai fratelli Schleck, e in stagione riesce a vincere la terza tappa del Giro di Danimarca, arrivando inoltre secondo nella prova a cronometro del campionato nazionale. Nel 2012 si laurea campione nazionale a cronometro, vincendo inoltre la classifica generale del Giro del Lussemburgo e del Giro d'Austria, dove si aggiudica anche la quarta tappa.

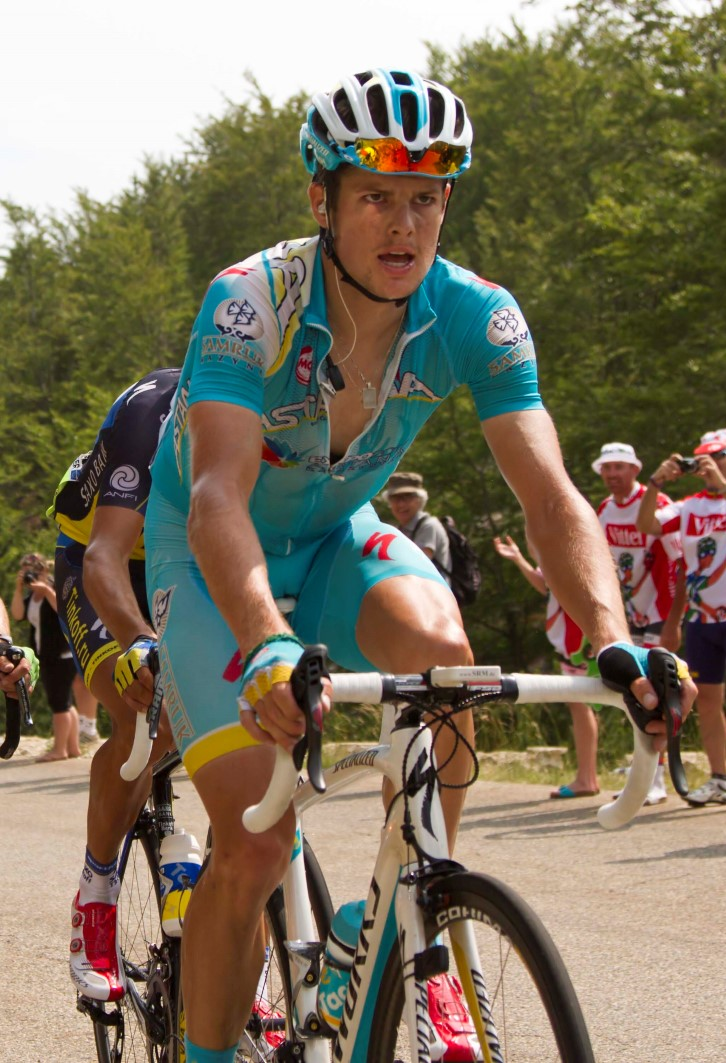
Jakob Fuglsang impegnato durante una tappa al Tour de France 2013.

Nel 2013 viene messo sotto contratto dal team kazako Astana: in stagione si classifica quarto al Giro del Delfinato e soprattutto settimo al Tour de France, con un secondo posto nel tappone pirenaico di Bagnères-de-Bigorre. Nel 2014 ottiene risultati in brevi corse a tappe (quinto alla Parigi-Nizza, settimo al Tour de Romandie, decimo al Giro del Delfinato), contribuisce inoltre al successo del compagno Vincenzo Nibali al Tour de France. Nel 2015 è settimo alla Parigi-Nizza e piazzato tra i primi dieci sia alla Freccia Vallone (ottavo) che alla Liegi-Bastogne-Liegi (nono).
Il 6 agosto 2016 conquista la medaglia d'argento nella prova in linea dei Giochi olimpici di Rio de Janeiro, battuto in volata da Greg Van Avermaet.
Nel 2017 si aggiudica due tappe al Giro del Delfinato: la sesta, da Villars-les-Dombes a La Motte-Servolex vincendo in volata su Richie Porte, Chris Froome e il compagno Fabio Aru e poi la ottava, da Albertville a Plateau de Solaison), con arrivo in salita, imponendosi in solitaria. Conquista così anche la classifica finale della corsa con 10" su Richie Porte.
Nel 2018 ottiene un'unica vittoria, la quarta tappa del Tour de Romandie, sul traguardo di Sion.

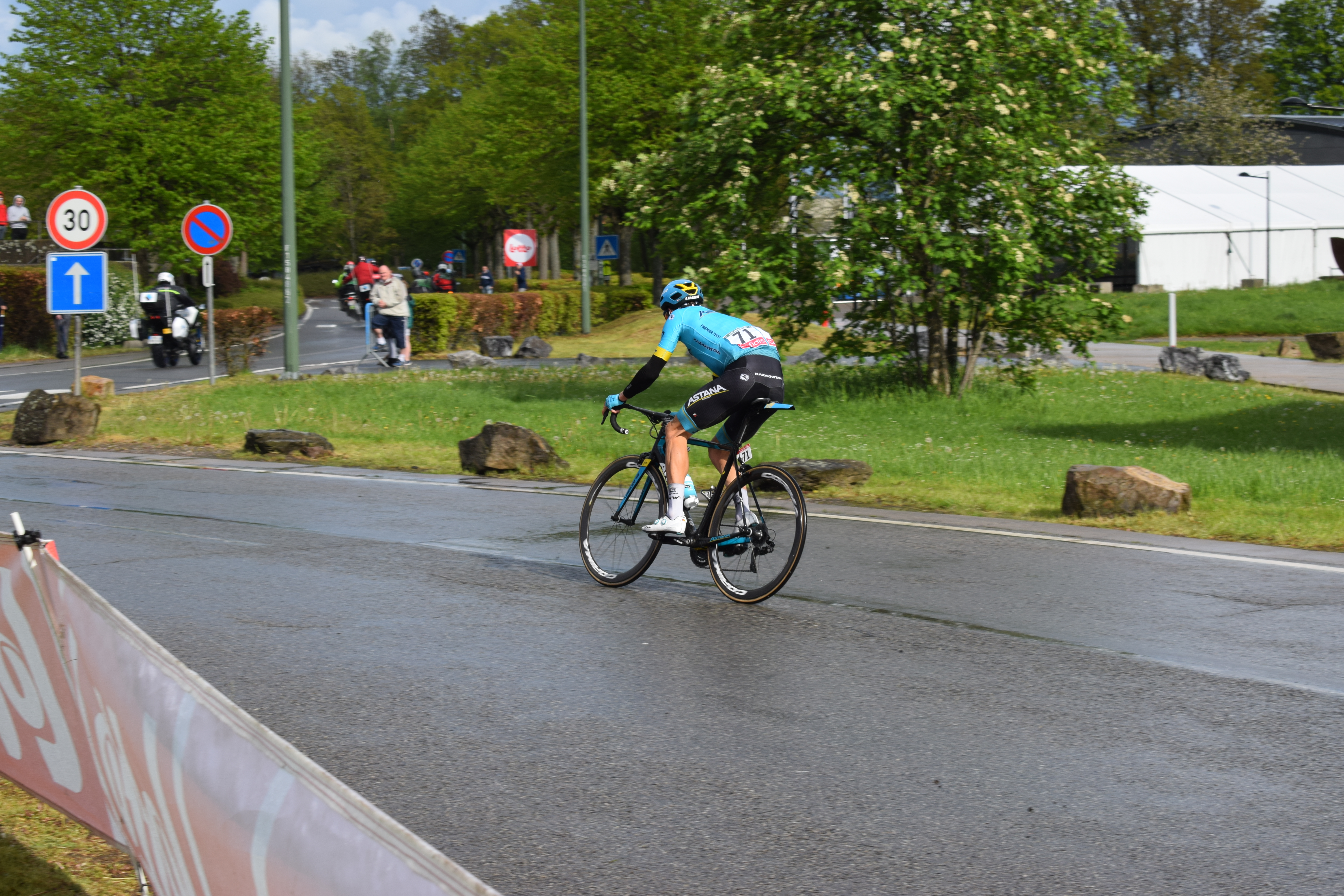
Jakob Fuglsang in azione solitaria alla Liegi-Bastogne-Liegi 2019 da lui poi vinta.

Nel 2019 la sua stagione inizia con la vittoria della classifica generale della Vuelta a Andalucía 2019. Successivamente arriva secondo alle Strade Bianche e terzo alla Tirreno-Adriatico, alle spalle di Primož Roglič ed Adam Yates, dove vince, inoltre, la 5ª tappa con arrivo a Recanati. In aprile ottiene piazzamenti di rilievo: quarto all'Itzulia Basque Country, terzo all'Amstel Gold Race alle spalle di Mathieu Van Der Poel e Simon Clarke e secondo alla Freccia Vallone alle spalle di Julian Alaphilippe. Il 28 aprile vince la sua prima classica monumento, la Liegi-Bastogne-Liegi. Dopo essere scattato sulla Côte de la Rocheaux-Faucons a 15 km dall'arrivo, portandosi dietro i soli Davide Formolo e Michael Woods, nel tratto in falsopiano successivo riesce a staccare tutti, lanciandosi in solitaria verso il traguardo di Liegi.
In giugno, in vista della Grande Boucle, prende il via al Giro del Delfinato, dove vince la classifica generale. Il mese successivo è ai nastri di partenza del Tour, ma la corsa inizia nel peggiore dei modi con una caduta nella prima tappa di Bruxelles; nelle tappe pirenaiche non mantiene il ritmo dei migliori e dopo il secondo giorno di riposo si presenta in nona posizione, ad oltre 5' dal leader Alaphilippe: durante la 16ª frazione, con arrivo a Nîmes, cade a 35 km dal traguardo ed è costretto al ritiro.
Il 15 agosto 2020 vince con un arrivo in solitaria un particolare Giro di Lombardia, caratterizzato dalle alte temperature inedite per quella che è definita la Classica delle foglie morte.

## Palmarès

### Strada
- 2008 (CSC-Saxo Bank, una vittoria)

Classifica generale Giro di Danimarca
- 2009 (Team Saxo Bank, quattro vittorie)

1ª tappa Giro di Slovenia
Classifica generale Giro di Slovenia
3ª tappa Giro di Danimarca (Aarhus > Vejle)
Classifica generale Giro di Danimarca
- 2010 (Team Saxo Bank, due vittorie)

Campionati danesi, Prova a cronometro
Classifica generale Giro di Danimarca
- 2011 (Team Leopard-Trek, una vittoria)

3ª tappa Giro di Danimarca  (Aarhus > Vejle)
- 2012 (RadioShack-Nissan, quattro vittorie)

Classifica generale Giro del Lussemburgo
Campionati danesi, Prova a cronometro
4ª tappa Österreich-Rundfahrt (Lienz > Sankt Johann im Pongau)
Classifica generale Österreich-Rundfahrt
- 2017 (Astana Pro Team, quattro vittorie)

6ª tappa Giro del Delfinato (Parc des Oiseaux/Villars-les-Dombes > La Motte-Servolex)
8ª tappa Giro del Delfinato (Albertville > Plateau de Solaison)
Classifica generale Giro del Delfinato
2ª tappa Tour of Almaty (Almaty > Almaty)
- 2018 (Astana Pro Team, una vittoria)

4ª tappa Giro di Romandia (Sion > Sion)
- 2019 (Astana Pro Team, cinque vittorie)

Classifica generale Vuelta a Andalucía
5ª tappa Tirreno-Adriatico (Colli al Metauro > Recanati)
Liegi-Bastogne-Liegi
Classifica generale Giro del Delfinato
16ª tappa Vuelta a España (Pravia > Alto de la Cubilla)
- 2020 (Astana Pro Team, quattro vittorie)

1ª tappa Vuelta a Andalucía (Alhaurín de la Torre > Grazalema)
3ª tappa Vuelta a Andalucía (Jaén > Úbeda)
Classifica generale Vuelta a Andalucía
Giro di Lombardia
- 2022 (Israel-Premier Tech, una vittoria)

Mercan'Tour Classic Alpes-Maritimes

#### Altri successi
- 2008 (Team Designa Køkken)

Classifica giovani Trois Jours de Vaucluse
- 2011 (Team Leopard-Trek)

1ª tappa Vuelta a España  (Benidorm, cronosquadre)
- 2013 (Astana Pro Team)

1ª tappa Vuelta a España (Vilanova de Arousa > Sanxenxo, cronosquadre)
- 2016 (Astana Pro Team)

1ª tappa Giro del Trentino (Riva > Torbole, cronosquadre)
- 2019 (Astana Pro Team)

Classifica scalatori Vuelta a Murcia
1ª tappa Vuelta a España (Salinas de Torrevieja > Torrevieja, cronosquadre)
- 2020 (Astana Pro Team)

Classifica punti Vuelta a Andalucía

### Mountain bike
- 2002

Campionati danesi, Cross Country Juniors
- 2003

Campionati danesi, Cross Country Juniors
- 2006

Campionati danesi, Cross Country
- 2007

Campionati del mondo, Cross Country Under-23
Campionati danesi, Marathon MTB
- 2008

ABSA Cape Epic

## Piazzamenti

### Grandi Giri
- Giro d'Italia

2016: 12º
2020: 6º
2025: 81º
- Tour de France

2010: 47º
2011: 50º
2013: 7º
2014: 36º
2015: 23º
2016: 52º
2017: ritirato (13ª tappa)
2018: 12º
2019: ritirato (16ª tappa)
2021: non partito (21ª tappa)
2022: non partito (16ª tappa)
2024: 38°
- Vuelta a España

2009: 56º
2011: 10º
2013: 29º
2019: 13º

### Classiche monumento
- Milano-Sanremo

2024: 142º
2025: 83º
- Giro delle Fiandre

2016: 25º
- Liegi-Bastogne-Liegi

2009: 84º
2010: 55º
2011: 31º
2013: 32º
2014: 26º
2015: 9º
2016: 68º
2017: 15º
2018: 10º
2019: vincitore
2021: 12º
2022: 13º
2024: 84º
2025: 96º
- Giro di Lombardia

2009: 15º
2010: 4º
2011: 39º
2016: 20º
2017: ritirato
2018: 20º
2019: 4º
2020: vincitore
2022: 70º
2023: 62º

### Competizioni mondiali
- Campionati del mondo su strada

Stoccarda 2007 - In linea Under-23: 69º
Varese 2008 - In linea Elite: ritirato
Mendrisio 2009 - In linea Elite: 43º
Copenaghen 2011 - Cronometro Elite: 10º
Copenaghen 2011 - In linea Elite: 26º
Limburgo 2012 - Cronometro Elite: 37º
Limburgo 2012 - In linea Elite: ritirato
Toscana 2013 - Cronosquadre: 6º
Toscana 2013 - In linea Elite: 21º
Richmond 2015 - Cronosquadre: 8º
Doha 2016 - Cronosquadre: 9º
Innsbruck 2018 - In linea Elite: 20º
Yorkshire 2019 - In linea Elite: 12º
Imola 2020 - In linea Elite: 5º
Wollongong 2022 - In linea Elite: 56º
- Campionati del mondo di mountain bike

Livigno 2005 - Cross country Under-23: 4º
Rotorua 2006 - Cross country Under-23: 5º
Fort William 2007 - Cross country Under-23: vincitore
Val di Sole 2008 - Cross country Elite: 20º
- Giochi olimpici

Pechino 2008 - Cross Country: 25º
Londra 2012 - In linea: 12º
Londra 2012 - Cronometro: 15º
Rio de Janeiro 2016 - In linea: 2º
Tokyo 2020 - In linea: 12º

### Competizioni europee
- Campionati europei di mountain bike

Wałbrzych 2004 - Cross country Under-23: 6º
Kluisbergen 2005 - Cross country Under-23: 2º
Cappadocia 2007 - Cross country Under-23: 3º
Sankt Wendel 2008 - Cross country Elite: 3º